# Cultura Leon-Jefferson

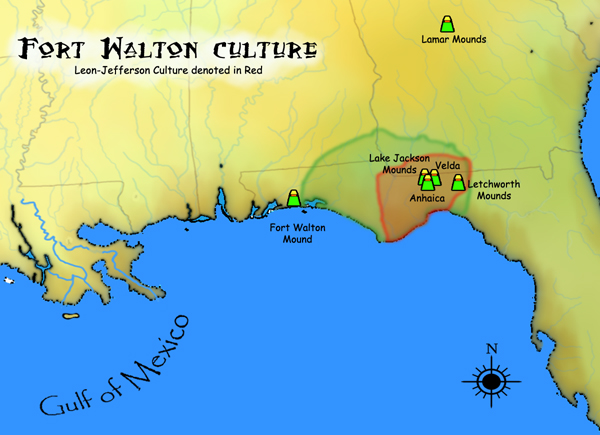
Extensió geogràfica de Fort Walton i la cultura Leon-Jefferson

La cultura Leon-Jefferson és el terme utilitzat pels arqueòlegs per a una cultura arqueològica  protohistòrica amerindis que va florir al sud-est dels Estats Units des d'aproximadament 1500-1704 CE i s'associa amb la històrica població apalachee. Era situada en els actuals comtats de Leon i Jefferson al nord de Florida al sud-est dels Estats Units.

## Cronologia local
La transformació cultural des de finals de Fort Walton a la primerenca Leon-Jefferson va poder haver estat provocada pel contacte amb la cultura Lamar dels pobles del centre de Geòrgia. Durant aquest període les tradicions ceràmiques canviaren i els estils de decoració i producció del centre de Geòrgia s'incorporaren a les tradicions locals associades a la cultura de Fort Walton. Aquest període també representa la transformació dels apalachee de la tradició Fort Walton i el col·lapse del lideratge de les poblacions aborígens que van disminuir després del contacte amb els exploradors i colonitzadors europeus. A principis del període apareixen els assentaments més grans, possiblement a causa de l'afluència dels pobles Lamar, tot i que encara es troben en llocs típics Fort Walton com prop de la carena i turons i al voltant de les fonts d'aigua, com estanys i llacs. Més endavant les poblacions comencen a baixar, probablement en resposta a la introducció de malalties introduïdes pels europeus, com l'entrada d'Hernando de Soto a l'àrea en 1539. En el moment del període de missions espanyoles els pobles són més petits i situats al voltant de les esglésies de la missió.
| Període                        | Dates           |
| ------------------------------ | --------------- |
| Cultura Weeden Island          | 4-500 - 1200 CE |
| Cultura Fort Walton            | 1200 - 1500 CE  |
| Cultura Leon-Jefferson         | 1500 - 1704 CE  |
| Període de Missions Espanyoles | 1633 -1704 CE   |
| Creek-Seminola                 | 1704 - 1850 CE  |

### Ceràmica
A principis de l'època Leon-Jefferson les ceràmiques són gots ben fets, utilitzant sorra temperada en lloc de petxines de musclo, com era més comú a la cultura del Mississipi. Sobre el 1450 CE rl distintiu estampat de Geòrgia central i ceràmica incisa comença a aparèixer en l'àrea dels apalachee, cosa que probablement representa el comerç o les aliances amb els centres de poder de centre de Geòrgia, al voltant de la Lamar Mounds and Village Site (que ara forma part del Monument Nacional Ocmulgee). Per al voltant del 1600 ceramistes locals feien gots d'estil fase Lamar, però seguien utilitzant la seva pròpia argila i xamota com a agent de temperat. Les formes més comunes per als recipients de ceràmica en aquest moment eren bols amb vores cap a fora, molt similars a les mercaderies d'estil Lamar. De manera que avança aquest període la qualitat i l'artesania de la ceràmica es deteriora.

## Jaciments arqueològics
Igual que altres pobles del Mississipi, els pobles Leon-Jefferson tenien patrons jeràrquics d'assentament, construïen monticles de plataforma cerimonials i practicaven l'agricultura intensiva del blat de moro. Anhaica, prop del centre de Tallahassee, va servir com la capital de Província d'Apalache i el jaciment de Lake Jackson a 3 milles al nord era un jaciment del període Fort Walton i un lloc important associat amb la Complex Cerimonial del sud-est.
La regió nord-oest de la Florida també abasta els monticles Letchworth del comtat de Jefferson, així com el monticle Lake Jackson de Tallahassee. En general, es defineix com que abasta la regió del Panhandle de Florida a l'est del riu Ochlockonee per al riu Aucilla. Sovint, hi ha diferències culturals entre els grups de l'interior que depenien dels recursos continentals del que ara són els comtats de Leon i Jefferson i els que utilitzen els recursos costaners.